# Harxheim
Harxheim est une municipalité de la Verbandsgemeinde Bodenheim, dans l'arrondissement de Mayence-Bingen, en Rhénanie-Palatinat, dans l'ouest de l'Allemagne.

## Jumelages
- Messigny-et-Vantoux (France)

## Illustrations

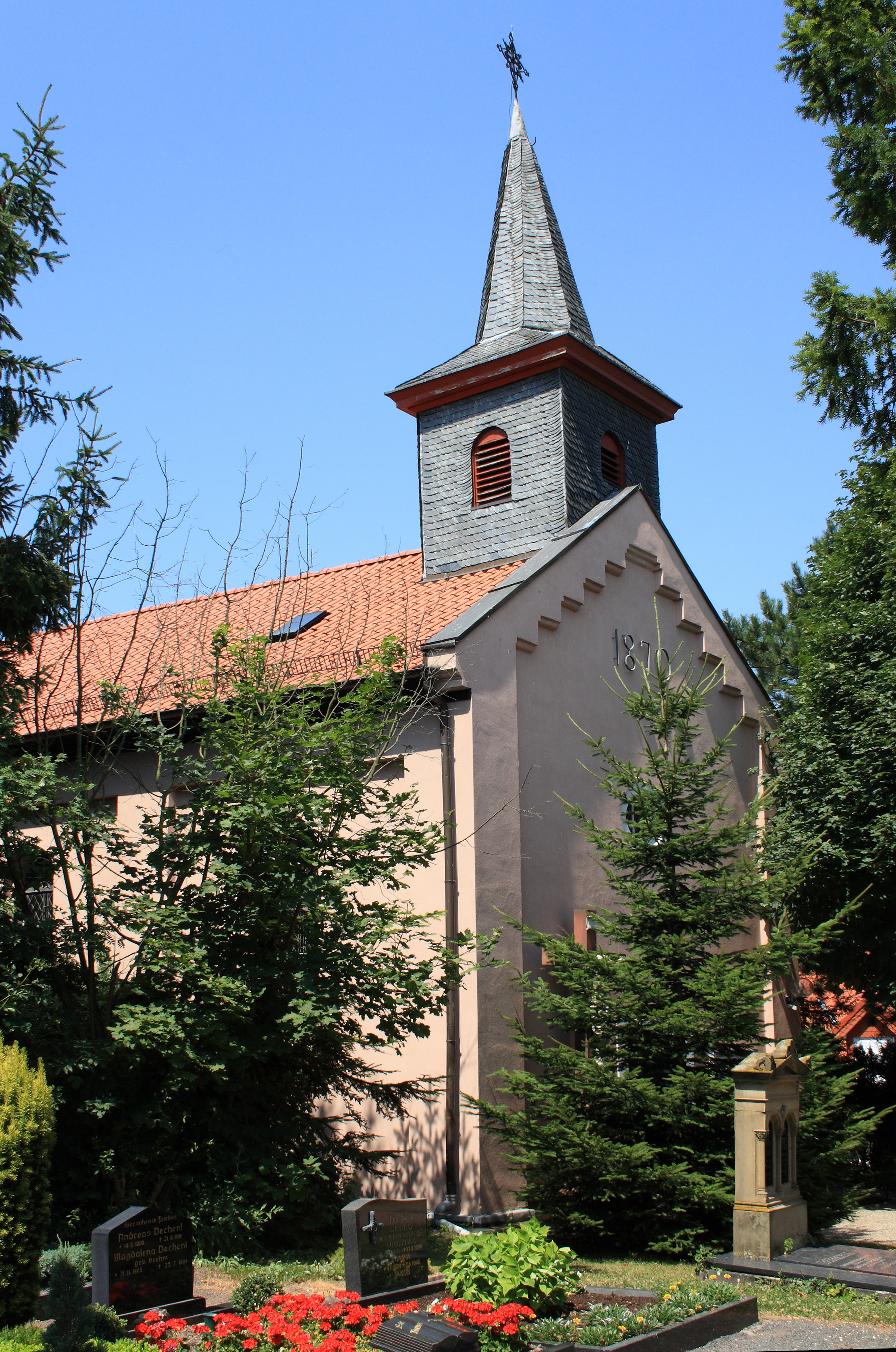
Église catholique St. Laurentius
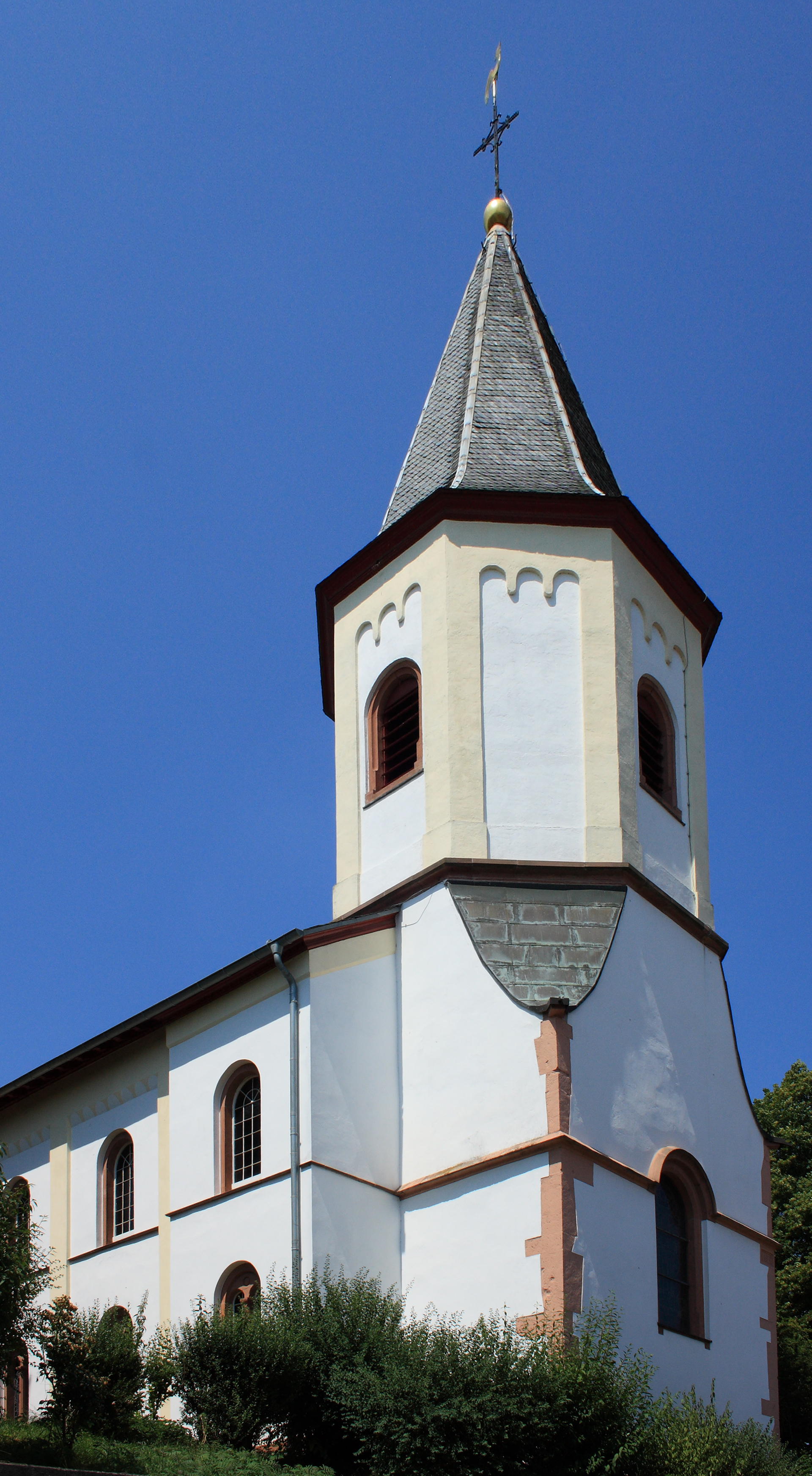
Église évangélique de Harxheim